# Pycard
Pour les articles ayant des titres homophones, voir Picard (homonymie), Le Picard, Picart, Piccart, Piccard et Picquart.
Pycard, aussi épelé Picard et Picart (fin du XIVe siècle - début du XVe siècle) est un compositeur français ou anglais situé à la transition entre la musique médiévale et la musique de la Renaissance.
Il a peut-être servi la maison de Jean de Gand dans les années 1390 sous le nom Jehan Pycard alias Vaux. Le nom « Picard » suggère une origine française mais sa musique est considérée comme étant de tradition anglaise. Il est l'un des compositeurs les plus prolifiques représentés dans le manuscrit Old Hall (British Library : Additional 57950), avec neuf compositions qui lui sont attribuées. Sa musique, du style ars nova, est inhabituelle par sa virtuosité.